# Veacul de argint
Veacul de argint (rusă Серебряный век) este un termen prin care specialiștii în istoria literaturii ruse se referă la primele două decenii ale secolului XX. A fost o perioadă deosebit de creativă în poezia rusă, pe care specialiștii o consideră echivalentă cu "epoca de aur" care apăruse cu un secol înainte.
Deși cei mai mulți experți consideră că începutul real al acestei epoci este determinat de apariția în 1904 a volumului de poezii Стихи о Прекрасной Даме („Versuri pentru o femeie frumoasă”) al lui Aleksandr Blok, unii cercetători au extins perioada astfel încât să includă și alte lucrări cum sunt При свете совести („În lumina conștiinței”) publicată de Nikolai Minski în 1890, tratatul О причинах упадка современной русский литературы („Despre motivele decăderii literaturii contemporane ruse”), publicată de Dmitri Merejkovski în 1893, și culegerea Русские символисты („Simboliști ruși”), publicată de Valeri Briusov în 1899, deși acești autori sunt de cele mai multe ori considerați precursori ai veacului de argint. Veacul de argint s-a terminat după războiul civil din Uniunea Sovietică. Elementele care marchează sfârșitul acestei ere sunt împușcarea lui Nikolai Gumiliov în 1921 și apariția volumului lui Boris Pasternak Сестра моя - жизнь  („Sora mea este viața”).
Deși veacul de argint a fost dominat de mișcări literare ca simbolismul rus, acmeismul și futurismul rus, au înflorit o multitudine de alte curente, printre care anarhismul mistic. Au fost și poeți ca Ivan Bunin și Marina Țvetaeva care au refuzat să se alinieze cu oricare din aceste mișcări. Poetul Aleksandr Blok a dominat veacul de argint, fiind respectat practic de întreaga lume literară. Dintre ceilalți poeți care si-au început cariera în această perioadă, deși au lucrat pentru mulți ani după aceea, cei mai remarcabili sunt Anna Ahmatova, Boris Pasternak și Osip Mandelștam.